# Траоре, Бертран
Бертра́н Изидо́р Траоре́ (фр. Bertrand Isidore Traoré; род. 6 сентября 1995[…], Бобо-Диуласо) — буркинийский футболист, полузащитник нидерландского клуба «Аякс» и сборной Буркина-Фасо.

## Личная жизнь
Бертран родился в городе Бобо-Диуласо, Буркина-Фасо, в футбольной семье. Его отец Феу Исай играл в местном футбольном клубе «Бобо» и представлял страну на международном уровне. Бертран является младшим из четырёх детей. Его второй по старшинству брат Ален, так же является профессиональным футболистом, выступая на данный момент за «Ренессанс» и сборную Буркина-Фасо

## Клубная карьера

### «Челси»

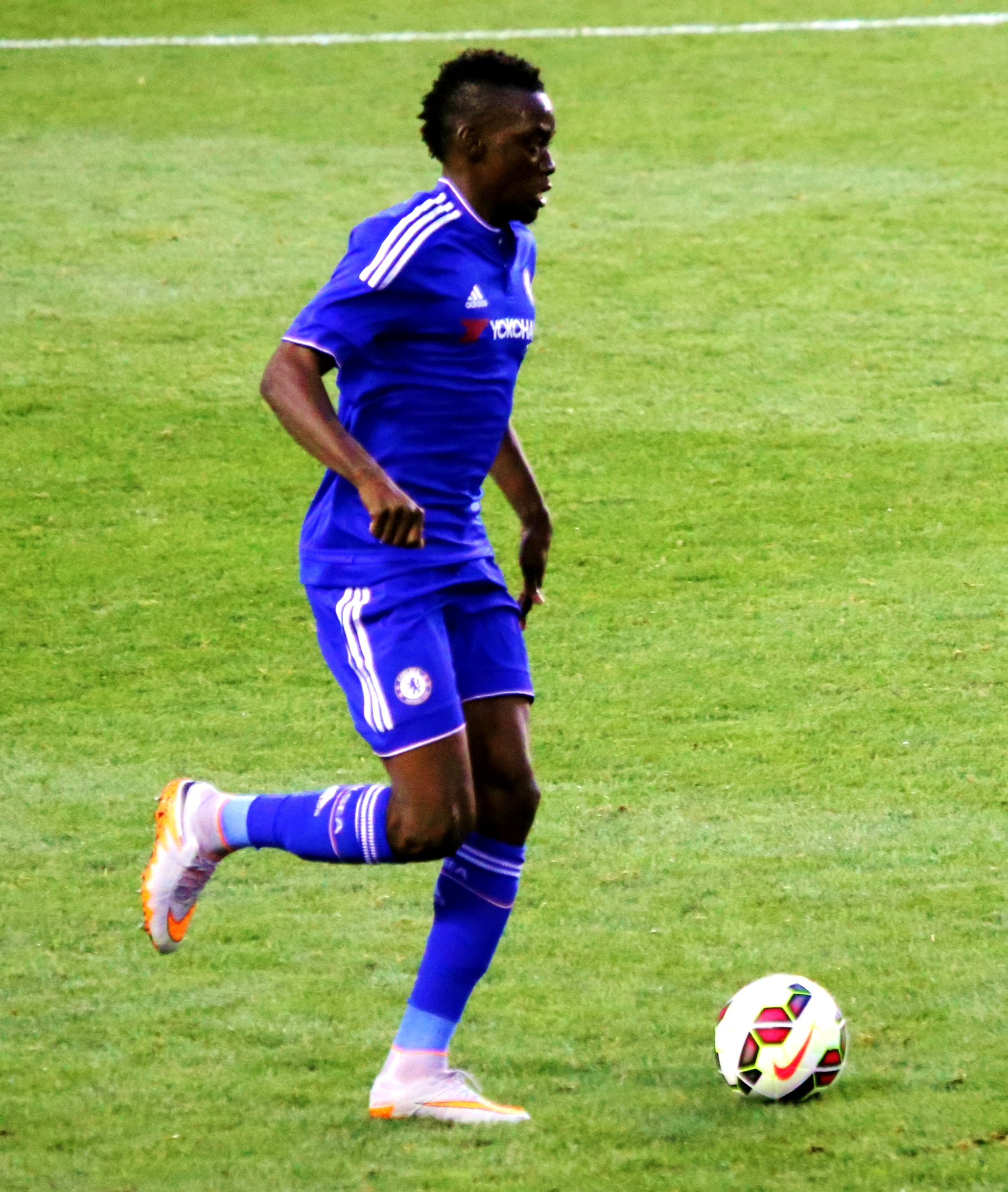
Траоре в составе «Челси»

Траоре начал юношескую карьеру футболиста в местном футбольном клубе «Бобо». С 2009 году он перешёл в академию французского «Осера». В августе 2010 года сообщалось, что Траоре присоединится к футбольной Академии «Челси», при этом отвергнув предложение «Манчестер Юнайтед». Тем не менее, в январе 2011 года Траоре ещё не был подписан клубом, а в январе 2012 года в клубе подтвердили, что Траоре не был никогда игроком «Челси», хотя появился один раз в составе молодёжной команды в товарищеском матче в рамках шестинедельных предсезонных каникул. 17 июля 2013 года Траоре дебютировал как «гость» в составе «Челси» в предсезонном товарищеском матче против «Всех звёзд Сингха» в рамках предсезонного азиатского турне. Четыре дня спустя он забил свой первый гол за «Челси» против «Всех звёзд Малайзии». В том же матче он отдал голевой пас Ромелу Лукаку, забившему третий гол в матче. По словам главного тренера Жозе Моуринью, Траоре будет подписан официально в сентябре на его 18-летие. 25 июля 2013 года Бертран забил гол в ворота «Всех звёзд Индонезии» ударом с левой ноги в верхний угол ворот. 31 октября 2013 года Траоре заключил контракт с клубом на четыре с половиной года, трансфер официально состоялся 1 января 2014 года. Во время зимнего трансферного окна 2 января Бертран был отправлен в аренду в «Витесс» до конца сезона. 16 сентября 2015 года дебютировал за «Челси», выйдя на замену в первом матче группового раунда Лиги чемпионов УЕФА против «Маккаби Тель-Авив» (4:0). 5 декабря дебютировал в Премьер-лиге, выйдя на замену в матче 15-го тура против «Борнмута» (0:1), провёл на поле 7 минут. 31 января 2016 года забил первый гол за «Челси», на 62-й минуте матча 4-го раунда Кубка Англии поразив ворота «Милтон-Кинс Донс» (5:1). 13 февраля 2016 года отметился первым голом в Премьер-лиге в матче 26-го тура против «Ньюкасл Юнайтед» (5:1), став первым буркинийцем, забившим гол в Премьер-лиге.

### «Аякс»
12 августа 2016 года был отдан в аренду в амстердамский «Аякс». 16 августа 2016 года Траоре впервые появился в основе амстердамцев в матче раунда плей-офф Лиги чемпионов против «Ростова», который завершился вничью со счётом 1:1. 15 сентября Траоре забил свой первый гол за «Аякс» в матче группового этапа Лиги Европы в ворота «Панатинаикоса», а клуб выиграл 2:1. С амстердамским клубом Траоре дошёл до финала Лиги Европы, где проиграл «Манчестер Юнайтед» 0:2.

### «Лион»

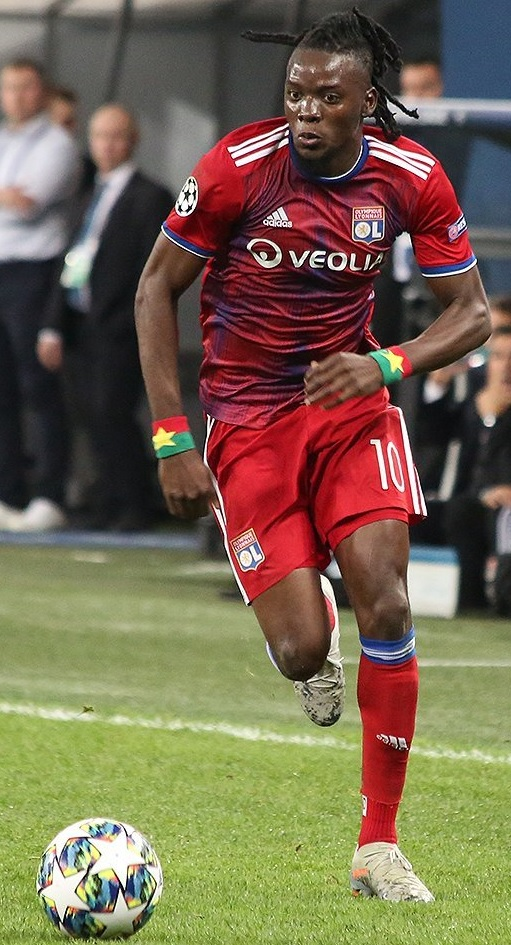
Траоре в составе «Лиона»

26 июня 2017 года Траоре перешёл в «Лион» за 10 млн евро, подписав контракт на пять лет. «Челси» включил пункт о выкупе Траоре и получит 15 процентов прибыли, полученной «Лионом» от комиссионных, если они продадут его в будущем. «Челси» также получит отказ, если Траоре снова переедет. В первом своём сезоне во Франции Траоре сформировал атакующее трио с Мариано Диасом и Мемфис Депаем, каждый из которых забил в лиге двузначное число голов. В ноябре 2017 года он выбыл из-за травмы связок колена до января следующего года. 14 января года Траоре вернулся после травмы и забил за резервную команду гол со штрафного в ворота «Шильтигхейма».
31 июля 2020 года в финале Кубка Лиги Траоре был единственным игроком «Лиона», который не забил в серии пенальти, таким образом «Пари Сен-Жермен» выиграл серию пенальти 6:5 после нулевой ничьей. Его удар парировал коста-риканский вратарь Кейлор Навас.

### «Астон Вилла»
19 сентября 2020 года перешел в «Астон Виллу». Сумма трансфера составила 18.4 миллиона евро. 24 сентября 2020 года Траоре дебютировал за «Астон Виллу», забив свой первый гол за клуб в выездной игре в Кубке английской лиги в ворота «Бристоль Сити». 20 декабря 2020 года Траоре забил свой первый гол в Премьер-лиге за четыре года в ворота «Вест Бромвич Альбион».

## Международная карьера
Траоре принял участие в чемпионате мира среди юношеских команд 2009 года, где его команда дошла до 1/8 финала проиграв сборной Испании 1:4. В 2011 году он выиграл чемпионат Африки среди юношей до 17 лет в финале была повержена «хозяйка турнира», сборная Руанды, со счётом 2:1.
3 сентября 2011 года Траоре был вызван в основную сборную на товарищеский матч против сборной Экваториальной Гвинеи. В начале 2012 года Бертран Траоре был вызван в сборную Буркина-Фасо в числе группы игроков на финальные матчи Кубка африканских наций 2012, став одним из самых молодых игроков турнира. Его дебют в сборной состоялся 31 января 2012 года в матче против сборной Судана, в котором Траоре вышел на замену на 65-й минуте. Матч окончился поражением со счётом 2:1.

## Статистика выступлений

### Клубная статистика
| Выступление      | Выступление      | Выступление      | Лига | Лига | Кубок страны | Кубок страны | Кубок лиги | Кубок лиги | Еврокубки | Еврокубки | Прочие | Прочие | Итого | Итого |
| Клуб             | Лига             | Сезон            | Игры | Голы | Игры         | Голы         | Игры       | Голы       | Игры      | Голы      | Игры   | Голы   | Игры  | Голы  |
| ---------------- | ---------------- | ---------------- | ---- | ---- | ------------ | ------------ | ---------- | ---------- | --------- | --------- | ------ | ------ | ----- | ----- |
| Витесс           | Эредивизи        | 2013/14          | 13   | 3    | 0            | 0            | 0          | 0          | 0         | 0         | 2      | 0      | 15    | 3     |
| Витесс           | Эредивизи        | 2014/15          | 29   | 13   | 3            | 3            | 0          | 0          | 0         | 0         | 4      | 1      | 36    | 17    |
| Витесс           | Итого            | Итого            | 42   | 16   | 3            | 3            | 0          | 0          | 0         | 0         | 6      | 1      | 51    | 20    |
| Челси            | Премьер-лига     | 2015/16          | 10   | 2    | 3            | 2            | 1          | 0          | 2         | 0         | 0      | 0      | 16    | 4     |
| Челси            | Итого            | Итого            | 10   | 2    | 3            | 2            | 1          | 0          | 2         | 0         | 0      | 0      | 16    | 4     |
| Аякс (аренда)    | Эредивизи        | 2016/17          | 24   | 9    | 0            | 0            | 0          | 0          | 15        | 4         | 0      | 0      | 39    | 13    |
| Аякс (аренда)    | Итого            | Итого            | 24   | 9    | 0            | 0            | 0          | 0          | 15        | 4         | 0      | 0      | 39    | 13    |
| Олимпик Лион     | Лига 1           | 2017/18          | 31   | 13   | 3            | 1            | 0          | 0          | 9         | 4         | 0      | 0      | 43    | 18    |
| Олимпик Лион     | Лига 1           | 2018/19          | 33   | 7    | 4            | 1            | 2          | 2          | 8         | 1         | 0      | 0      | 47    | 11    |
| Олимпик Лион     | Лига 1           | 2019/20          | 23   | 1    | 3            | 0            | 4          | 2          | 5         | 1         | 0      | 0      | 35    | 4     |
| Олимпик Лион     | Итого            | Итого            | 87   | 21   | 10           | 2            | 6          | 4          | 22        | 6         | 0      | 0      | 125   | 33    |
| Астон Вилла      | Премьер-лига     | 2020/21          | 10   | 1    | 0            | 0            | 2          | 1          | 0         | 0         | 0      | 0      | 12    | 2     |
| Астон Вилла      | Итого            | Итого            | 10   | 1    | 0            | 0            | 2          | 1          | 0         | 0         | 0      | 0      | 12    | 2     |
| Всего за карьеру | Всего за карьеру | Всего за карьеру | 173  | 49   | 16           | 7            | 9          | 5          | 39        | 10        | 6      | 1      | 243   | 72    |

### Международная статистика
| Сборная          | Сезон            | Товарищеские | Товарищеские | Турниры | Турниры | Всего | Всего |
| Сборная          | Сезон            | Игры         | Голы         | Игры    | Голы    | Игры  | Голы  |
| ---------------- | ---------------- | ------------ | ------------ | ------- | ------- | ----- | ----- |
| Буркина-Фасо     | 2011             | 2            | 0            | 1       | 0       | 3     | 0     |
| Буркина-Фасо     | 2012             | 2            | 0            | 1       | 0       | 3     | 0     |
| Буркина-Фасо     | 2013             | 2            | 1            | 3       | 0       | 5     | 1     |
| Буркина-Фасо     | 2014             | 2            | 0            | 4       | 0       | 6     | 0     |
| Буркина-Фасо     | 2015             | 3            | 0            | 6       | 2       | 9     | 2     |
| Буркина-Фасо     | 2016             | 0            | 0            | 2       | 0       | 2     | 0     |
| Всего за карьеру | Всего за карьеру | 11           | 1            | 17      | 2       | 28    | 3     |

### Матчи и голы за сборную
| Матчи и голы Бертрана Траоре за сборную Буркина-Фасо | Матчи и голы Бертрана Траоре за сборную Буркина-Фасо | Матчи и голы Бертрана Траоре за сборную Буркина-Фасо | Матчи и голы Бертрана Траоре за сборную Буркина-Фасо | Матчи и голы Бертрана Траоре за сборную Буркина-Фасо | Матчи и голы Бертрана Траоре за сборную Буркина-Фасо |
| №                                                    | Дата                                                 | Оппонент                                             | Счёт                                                 | Голы Траоре                                          | Соревнование                                         |
| ---------------------------------------------------- | ---------------------------------------------------- | ---------------------------------------------------- | ---------------------------------------------------- | ---------------------------------------------------- | ---------------------------------------------------- |
| 1                                                    | 9 февраля 2011                                       | Кабо-Верде                                           | 0:1                                                  | —                                                    | Товарищеский матч                                    |
| 2                                                    | 3 сентября 2011                                      | Экваториальная Гвинея                                | 1:0                                                  | —                                                    | Товарищеский матч                                    |
| 3                                                    | 8 октября 2011                                       | Гамбия                                               | 1:1                                                  | —                                                    | Отборочные матчи КАН-2012                            |
| 4                                                    | 9 января 2012                                        | Габон                                                | 0:0                                                  | —                                                    | Товарищеский матч                                    |
| 5                                                    | 31 января 2012                                       | Судан                                                | 1:2                                                  | —                                                    | Финальные матчи КАН-2012                             |
| 6                                                    | 29 февраля 2012                                      | Марокко                                              | 0:2                                                  | —                                                    | Товарищеский матч                                    |
| 7                                                    | 2 июня 2013                                          | Алжир                                                | 0:2                                                  | —                                                    | Товарищеский матч                                    |
| 8                                                    | 9 июня 2013                                          | Нигер                                                | 1:0                                                  | —                                                    | Отборочные матчи ЧМ-2014                             |
| 9                                                    | 14 августа 2013                                      | Марокко                                              | 2:1                                                  | 1                                                    | Товарищеский матч                                    |
| 10                                                   | 12 октября 2013                                      | Алжир                                                | 3:2                                                  | —                                                    | Отборочные матчи ЧМ-2014                             |
| 11                                                   | 19 ноября 2013                                       | Алжир                                                | 0:1                                                  | —                                                    | Отборочные матчи ЧМ-2014                             |
| 12                                                   | 5 марта 2014                                         | Коморы                                               | 1:1                                                  | —                                                    | Товарищеский матч                                    |
| 13                                                   | 21 мая 2014                                          | Сенегал                                              | 1:1                                                  | —                                                    | Товарищеский матч                                    |
| 14                                                   | 6 сентября 2014                                      | Лесото                                               | 2:0                                                  | —                                                    | Отборочные матчи КАН-2015                            |
| 15                                                   | 11 октября 2014                                      | Габон                                                | 0:2                                                  | —                                                    | Отборочные матчи КАН-2015                            |
| 16                                                   | 15 октября 2014                                      | Габон                                                | 1:1                                                  | —                                                    | Отборочные матчи КАН-2015                            |
| 17                                                   | 19 ноября 2014                                       | Ангола                                               | 1:1                                                  | —                                                    | Отборочные матчи КАН-2015                            |
| —                                                    | 10 января 2015                                       | Свазиленд                                            | 5:1                                                  | 1                                                    | Товарищеский матч (неоф.)                            |
| 18                                                   | 13 января 2015                                       | Ботсвана                                             | 2:0                                                  | —                                                    | Товарищеский матч                                    |
| 19                                                   | 17 января 2015                                       | Габон                                                | 0:2                                                  | —                                                    | Финальные матчи КАН-2015                             |
| 20                                                   | 21 января 2015                                       | Экваториальная Гвинея                                | 0:0                                                  | —                                                    | Финальные матчи КАН-2015                             |
| 21                                                   | 25 января 2015                                       | Республика Конго                                     | 1:2                                                  | —                                                    | Финальные матчи КАН-2015                             |
| 22                                                   | 6 июня 2015                                          | Камерун                                              | 2:3                                                  | —                                                    | Товарищеский матч                                    |
| 23                                                   | 13 июня 2015                                         | Коморы                                               | 2:0                                                  | —                                                    | Отборочные матчи КАН-2017                            |
| 24                                                   | 9 октября 2015                                       | Мали                                                 | 1:4                                                  | —                                                    | Товарищеский матч                                    |
| 25                                                   | 13 ноября 2015                                       | Бенин                                                | 1:2                                                  | —                                                    | Отборочные матчи ЧМ-2018                             |
| 26                                                   | 17 ноября 2015                                       | Бенин                                                | 2:0                                                  | —                                                    | Отборочные матчи ЧМ-2018                             |
| 27                                                   | 26 марта 2016                                        | Уганда                                               | 1:0                                                  | —                                                    | Отборочные матчи КАН-2017                            |
| 28                                                   | 29 марта 2016                                        | Уганда                                               | 0:0                                                  | —                                                    | Отборочные матчи КАН-2017                            |

Итого: 28 матчей / 3 гола; 9 побед, 8 ничьих, 11 поражений.

## Достижения

### «Аякс»
- Финалист Лиги Европы: 2016/17

### Международные
- Чемпион Африки среди юношей до 17 лет: 2011
- Бронзовый призёр Кубка африканских наций: 2017